# 1947 en football canadien
Chronologie
Saison précédente Saison suivante
1947 est la 64e saison depuis la fondation de la Canadian Rugby Football Union en 1884.

## Événements
Aucun changement dans la composition des ligues par rapport à l'année précédente.

## Classements
| Clt   | Équipe                | PJ | V | D | N | BP  | BC  | Pts |
| ----- | --------------------- | -- | - | - | - | --- | --- | --- |
| +001, | Rough Riders d'Ottawa | 12 | 8 | 4 | 0 | 170 | 103 | 16  |
| +002, | Argonauts de Toronto  | 12 | 7 | 4 | 1 | 140 | 122 | 15  |
| +003, | Alouettes de Montréal | 12 | 6 | 6 | 0 | 164 | 164 | 12  |
| +004, | Tigers de Hamilton    | 12 | 2 | 9 | 1 | 119 | 204 | 5   |

| Clt   | Équipe                         | PJ | V | D | N | BP | BC | Pts |
| ----- | ------------------------------ | -- | - | - | - | -- | -- | --- |
| +001, | Blue Bombers de Winnipeg       | 8  | 5 | 3 | 0 | 83 | 83 | 10  |
| +002, | Stampeders de Calgary          | 8  | 4 | 4 | 0 | 79 | 93 | 8   |
| +003, | Roughriders de la Saskatchewan | 8  | 3 | 5 | 0 | 78 | 64 | 6   |

### Ligues provinciales
| Clt   | Équipe                 | PJ | V | D  | N | BP  | BC  | Pts |
| ----- | ---------------------- | -- | - | -- | - | --- | --- | --- |
| +001, | Wildcats de Hamilton   | 10 | 9 | 1  | 0 | 245 | 84  | 18  |
| +002, | Balmy Beach de Toronto | 10 | 7 | 3  | 0 | 103 | 100 | 14  |
| +003, | Trojans d'Ottawa       | 10 | 5 | 4  | 1 | 148 | 133 | 11  |
| +004, | Indians de Toronto     | 10 | 4 | 5  | 1 | 99  | 120 | 9   |
| +005, | Rockets de Windsor     | 10 | 4 | 6  | 0 | 86  | 138 | 8   |
| +006, | Imperials de Sarnia    | 10 | 0 | 10 | 0 | 60  | 165 | 0   |

## Séries éliminatoires

### Finale de la WIFU
- 1er novembre : Stampeders de Calgary 4 - Blue Bombers de Winnipeg 16
- 11 novembre : Blue Bombers de Winnipeg 3 - Stampeders de Calgary 15
- 15 novembre : Stampeders de Calgary 3 - Blue Bombers de Winnipeg 10

Un troisième match est rendu nécessaire par l'égalité 19-19 après deux rencontres. Winnipeg gagne la série 29 à 22 et passe au match de la coupe Grey.

### Quarts de finale de l'Est
- Wildcats de Hamilton 14 - Indians de Toronto 0
- Trojans d'Ottawa 14 - Balmy Beach de Toronto 7

### Demi-finales de l'Est
- 11 novembre : Argonauts de Toronto 3 - Rough Riders d'Ottawa 0
- 15 novembre : Rough Riders d'Ottawa 0 - Argonauts de Toronto 21

Toronto gagne la série 24 à 0.
- Trojans d'Ottawa 15 - Wildcats de Hamilton 3

### Finale de l'Est
- 22 novembre : Trojans d'Ottawa 1 - Argonauts de Toronto 22

Les Argonauts passent au match de la coupe Grey.

### 35ecoupe Grey
- 29 novembre : Les Argonauts de Toronto gagnent 10-9 contre les Blue Bombers de Winnipeg au Varsity Stadium à Toronto (Ontario).

## Honneurs individuels
- Trophée Jeff-Russel (courage, habileté, jeu propre et esprit sportif dans l'IRFU) : Virgil Wagner (DO), Alouettes de Montréal